# 神扇落
神扇落（かみおうぎおとし）は、埼玉県幸手市と北葛飾郡杉戸町を流れる河川である。

## 概要
かつて起点付近に存在していた神扇沼からの排水路である。神扇落という名称はこの神扇沼および大字神扇からの排水路ということに由来する。かつて神扇沼への流入水路であった浅堀と地蔵院落との合流地点が神扇落の起点となる。北葛飾郡杉戸町大字遠野付近にて集落の北東側を流下する以外にはほぼ市街地を流下する区間はなく、流域は主に水田などの農地となっている。流末は中川へと至り終点となる。流路の詳細に関しては下記の流路節を参照されたい。
合流
- 浅堀
- 地蔵院落

## 流路
- 起点：浅堀・地蔵院落合流地点（幸手市大字神扇）
- 幸手市大字神扇の中西部にて浅堀・地蔵院落の合流地点が起点となり、大字神扇の南部を南東へ流下する。この間、神扇池の北東側を接するように流下する。
- 埼玉県道26号境杉戸線を横断後、流域は北葛飾郡杉戸町大字遠野となる。大字遠野のほぼ中央部を南東へ流下する。
- 大字佐左ヱ門（西側）と大字遠野・大字広戸沼（東側）の間を南東へ流下する。
- 大字並塚の東部を南東へ流下する。
- 埼玉県道319号惣新田春日部線橋梁「丸田橋」の手前にて権現堂川用水路が神扇落の下を伏せ越す。埼玉県道319号惣新田春日部線を横断した付近より大字並塚（西側）と大字椿（東側）の境界を埼玉県道319号惣新田春日部線の東側に沿うように南南東へ流下する。
- 大字椿（北側）と大字才羽（南側）の境界を南南東へ流下する。神扇落排水機場を通過した付近より、徐々に東へと曲流し、利根川水系中川へと至り、合流・終点となる。
- 終点：中川

## 橋梁

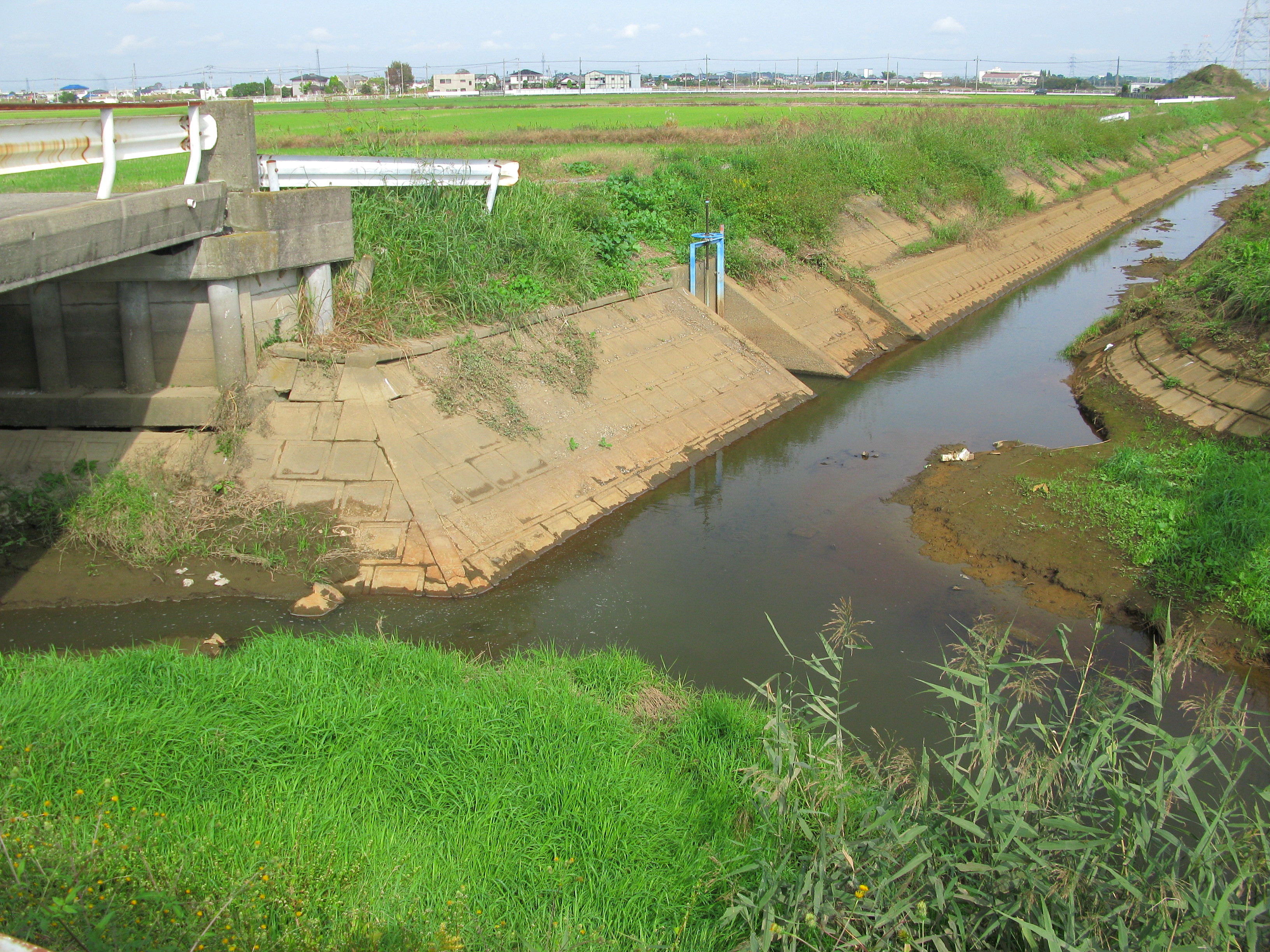
神扇落の起点

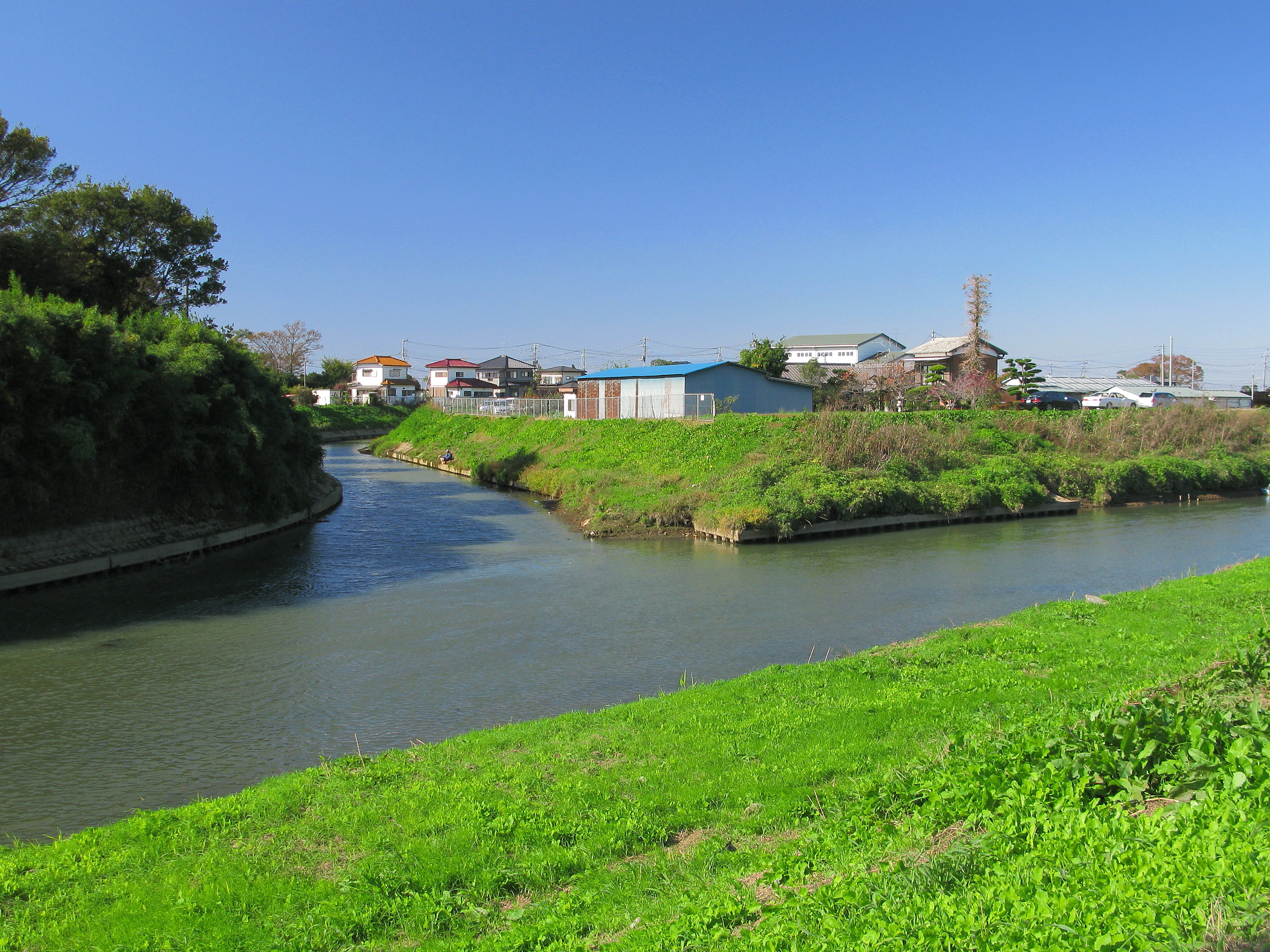
神扇落と中川の合流点

- 神橋
- 天神橋
- 扇橋（埼玉県道26号境杉戸線）
- 遠野橋
- 佐左ヱ門橋
- 宮下橋
- 鹿島橋
- 中橋

- 神出橋
- 大橋
- 中央橋（埼玉県道183号次木杉戸線）
- 権現堂川用水路の伏越
- 丸田橋（埼玉県道319号惣新田春日部線）

## 周辺の施設
- 神扇グラウンド
- 神扇池
- 権現堂川用水路

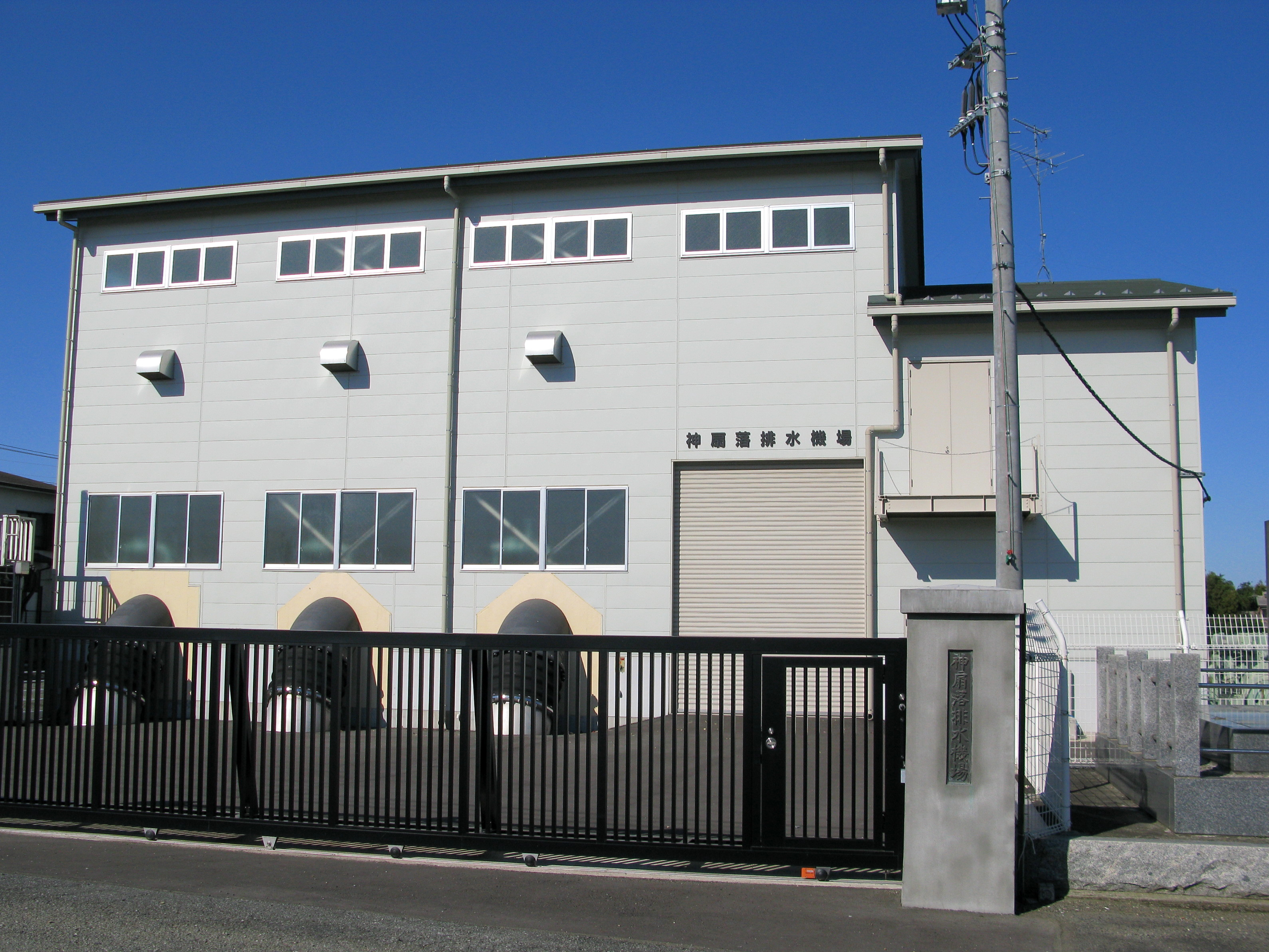
神扇落排水機場

- 神扇落排水機場